# Meierita
La meierita és un mineral de la classe dels silicats. Rep el nom en honor de Walter M. Meier (1926–2009), un pioner en la investigació de les zeolites.

## Característiques
La meierita és un silicat de fórmula química Ba44Si66Al30O192Cl25(OH)33. Va ser aprovada com a espècie vàlida per l'Associació Mineralògica Internacional l'any 2014, sent publicada per primera vegada el 2016. Cristal·litza en el sistema isomètric. La seva duresa a l'escala de Mohs és 5,5.
Segons la classificació de Nickel-Strunz, la meierita pertany a «09.GF - Tectosilicats amb H₂O zeolítica; altres zeolites rares» juntament amb els següents minerals: terranovaïta, gottardiïta, lovdarita, gaultita, chiavennita, tschernichita, mutinaïta, tschörtnerita, thornasita i direnzoïta.
L'exemplar que va servir per a determinar l'espècie, el que es coneix com a material tipus, es troba conservat a les col·leccions mineralògiques del departament d'història natural del Museu Reial d'Ontario, a Ontario (Canadà), amb el número de catàleg: m56744.

## Formació i jaciments
Va ser descoberta al llac Wilson, situat al mont Itsi, dins el districte miner de Watson Lake (Yukon, Canadà), on es troba en forma de grans de fins a 200 μm de diàmetre, tancats dins de grans cristalls gil·lespita. Aquest indret és l'únic a tot el planeta on ha estat descrita aquesta espècie mineral.